# Centre olympique de beach-volley de Fáliro
Le centre olympique de beach-volley de Fáliro est un stade du complexe olympique de la zone côtière de Fáliro, à Athènes, en Grèce. Il a accueilli les compétitions de beach-volley lors des Jeux olympiques d'été de 2004.
Fierté d'Athènes durant ces Jeux, le stade de beach-volley est toutefois abandonné après la fin de l'événement.

## Description
Le stade peut accueillir un total de 9 600 personnes, bien que la capacité d'accueil du public ait été limitée à 7 300 personnes pendant les Jeux olympiques. D'une superficie de 123 000 m2, il est situé à 25 kilomètres du village olympique.
Sa construction, achevée le 31 janvier 2004,, a coûté 9 millions d'euros.
Il abritait, notamment, des points de vente de produits dérivés, des téléphones publics, des buvettes, un bureau d'information, une zone réservée aux poussettes, un service des objets trouvés et des installations sanitaires.

## Période d'utilisation
Officiellement inauguré le 2 août 2004, quelques jours avant le début des Jeux olympiques, le stade est décrit comme la fierté d'Athènes. Pendant onze jours, entre le 14 et le 25 août, il accueille les compétitions olympiques de beach-volley.
Des épreuves d'essai avaient été organisées avec succès sur le site un an auparavant.

## Après les Jeux

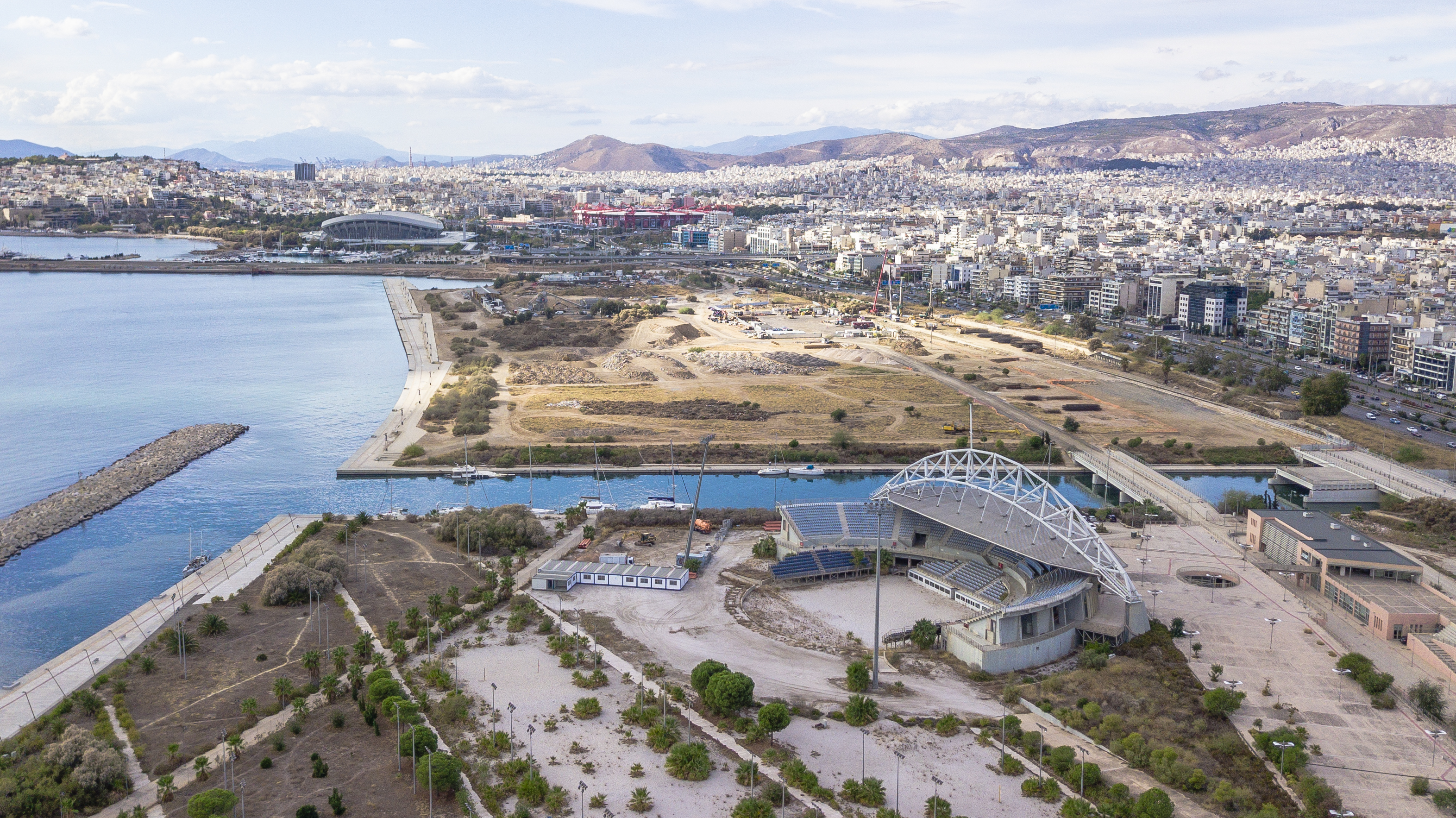
Le stade de beach-volley à l'abandon en octobre 2017.

Après les Jeux olympiques, le stade est laissé à l'abandon comme de nombreux sites construits pour ces olympiades,. En effet, faute de réflexion de la part des autorités sur l'utilisation post-olympique de ces infrastructures, le stade n'a jamais bénéficié du moindre entretien depuis la fin de l'événement. Peu à peu envahi par la végétation, il devient un lieu d'attraction pour les amateurs d'exploration urbaine.
Le 8 mai 2016, le Parlement grec adopte une loi qui concède le stade de beach-volley pour une durée de 20 ans au ministère de la Justice. Il est alors proposé de le convertir en salle d'audience afin de solutionner le problème du manque de place dans les tribunaux,.
En 2024, cependant, le site est toujours abandonné et se trouve dans un état de délabrement avancé,.
Le stade de beach-volley, plus encore que d'autres équipements délaissés après 2004, est considéré comme le symbole du « gâchis olympique » des Jeux d'Athènes,.